# Лофур тайванський
Лофур тайванський (Lophura swinhoii) — вид куроподібних птахів родини фазанових (Phasianidae). Ендемік Тайваню.
Видова назва swinhoii вшановує британського натураліста Роберта Свайно (1836—1877).

## Поширення
Лофур тайванський є ендеміком центральних гір Тайваню. Інтенсивні польові дослідження на початку 1970-х років припустили, що популяція може становити 5 000-10 000 особин, хоча нещодавня оцінка близько 6 500 особин лише в національному парку Юйшань вказує на те, що його загальна популяція, ймовірно, перевищує 10 000 птахів. Вид вимер у кількох місцевостях у 1960-х і 1970-х роках, але, очевидно, він залишається звичайним у відповідних середовищах існування та має популяції в кількох охоронюваних територіях. Його чисельність, ймовірно, стабільна там, де він охороняється, але може зменшуватися в інших місцях через різні навантаження на його середовище існування.
Мешкає в первинних широколистяних лісах і стиглих вторинних лісах на висоті 200—2300 м.

## Опис
Довжина самця становить 75-85 см, з яких 40-50 см припадає на хвіст, при вазі 1000—1300 г. Самиця трохи менша: 45-55 см в довжину, з яких 20-25 припадає на хвіст, при вазі 800—1000 г. Багато в чому він нагадує лофура анамського. Однак він відрізняється більшим розміром, коротким білим гребенем, блакитними головою, шиєю та грудьми та більш розвиненими червоними карункулами на обличчі. По верхній частині спини проходить широка біла поздовжня смуга, обрамлена червонувато-бурими лопатками. Криючі крил чорні з зеленими металевими відблисками, центральне перо хвоста біле. Самиці переважно коричневі, а їхнє оперення всіяне жовто-жовтими трикутними мітками.